# När jag blundar
När jag blundar (česky: Když zavřu oči) je píseň nazpívaná zpěvačkou Pernillou Karlsson. Reprezentovala Finsko v 1. semifinále Eurovision Song Contest 2012, kde se umístila na 12. místě. Z tohoto důvodu již ve finále vystoupit nemohla.
Je to podruhé, kdy Finsko na Eurovision Song Contest reprezentovala píseň se švédským textem. První písní byla „Fri?“, kterou prezentovala skupina Beat, a to v roce 1990.